# Dina Katabi
Dina Katabi (ur. 1971 w Damaszku) – syryjska informatyczka, profesor Massachusetts Institute of Technology.

## Życiorys
Pochodziła z rodziny medycznej. Początkowo studiowała medycynę, jednak wybrała kształcenie się w zakresie elektrotechniki. W 1995 roku ukończyła studia na Uniwersytecie Damasceńskim, kształciła się następnie na Massachusetts Institute of Technology, broniąc magisterium i doktoratu w latach odpowiednio 1999 oraz 2003. Została następnie profesorem na tejże uczelni.
W 2012 roku została uhonorowana nagrodą Association for Computing Machinery oraz Nagrodą Grace Muray Hopper.